# La leggenda della Roccia del Coyote
La leggenda della Roccia del Coyote (The Legend of Coyote Rock) è un film del 1945 diretto da Charles A. Nichols. È un cortometraggio animato della serie Pluto, prodotto dalla Walt Disney Productions e uscito negli Stati Uniti il 24 agosto 1945, distribuito dalla RKO Radio Pictures. Nel maggio 1998 fu inserito nel film di montaggio direct-to-video I capolavori di Pluto, col titolo La Roccia del Coyote.

## Trama
Fra i canyon del West c'è una roccia a forma di coyote, e viene narrata una leggenda indiana che la riguarda. La leggenda parla del coyote Coda Piegata che cerca di rubare gli agnelli a cui fa la guardia il cane da pastore Pluto. Coda Piegata si fa inseguire da Pluto per attirarlo lontano dal recinto, e poi torna indietro a tutta velocità. Attira quindi alcuni agnelli e li intrappola in una caverna. Un agnello nero, però, gli sfugge, così il coyote inizia a inseguirlo. In quel momento arriva Pluto, che si mette a inseguire il coyote attraverso il canyon. Durante l'inseguimento Coda Piegata cade nella gola insieme a molte pietre, che atterrano formando la figura di un coyote. Pluto va poi a liberare gli altri agnelli e li conduce tutti nel recinto.

## Distribuzione

### Edizioni home video

#### DVD
Il cortometraggio è incluso nel DVD Walt Disney Treasures: Pluto, la collezione completa - Vol. 1.